# مايا ياكوبسن
مايا ياكوبسن (بالنرويجية: Maja Jakobsen‏) مواليد 28 مارس 1990 في النرويج، هي لاعبة كرة يد نرويجية تلعب كجناح أيمن. مثلت منتخب النرويج لكرة اليد للسيدات. حققت المركز الأول في بطولة أوروبا لكرة اليد للسيدات 2014.

## سجل المنافسة
شاركت في البطولات التالية:
- بطولة أوروبا لكرة اليد للسيدات 2012
- بطولة أوروبا لكرة اليد للسيدات 2014

## الإنجازات
- بطولة العالم لكرة اليد للسيدات ناشئين:
  - الفوز: 2010
- بطولة أوروبا لكرة اليد للسيدات:
  - الفوز: 2014
  - الميدالية الفضية: 2012

## روابط خارجية
- مايا ياكوبسن على موقع الاتحاد الأوروبي لكرة اليد (الإنجليزية)
- مايا ياكوبسن على موقع الاتحاد النرويجي لكرة اليد (النرويجية)